# Билль, Александра Феликсовна
Александра Феликсовна Билль (5 (18) марта 1914, Томск — февраль 1992, Москва) — советский график, книжный иллюстратор. Член союза художников СССР (1986).

## Биография
Родилась в Томске в 1914 году. 
Закончила девятилетку с землеустроительным уклоном, одно лето работала в геодезической секции Омска, затем год на Московской фабрике вывесок и реклам, где получила блестящую рекомендацию в институт.
В 1932 году Александра Билль поступила на графический факультет, существовавший в составе Московского полиграфического института на базе полиграфических факультетов Московского и Ленинградского ВХУТЕИНов. В 1932 впервые был конкурс по специальности — 7 человек на место. Поступила на курс вместе с Никитой Фаворским — сыном В. А. Фаворского. Также в тот же период учились будущий художник карикатурист Игин (И. И. Гинзбург), Л. А. Ильина, Т. М. Рейн, А.П Ливанов и другие. В 1933 Графическим факультет выделился в самостоятельный Институт Изобразительных Искусств. 
Живопись Александре Билль преподавал К. Н. Истомин, короткий период на 4 курсе Н. П. Крымов, вскоре его заменил А. Д. Гончаров (ученик В. А. Фаворского). Рисунок вел М. С. Родионов, П. Я. Павлинов. В 1936 году А. Ф. Билль ездила на живописную практику в Козы. Также в 1930-е в институте преподавали Д. С. Моор, Н. Н. Куприянов, М. А. Добров, Л. А. Бруни и другие. 

Главным педагогом для Александры Феликсовны был учитель по классу книжной иллюстрации и станковой гравюры Владимир Андреевич Фаворский. Он оказал огромное влияние на ее творчество. А. Ф. Билль писала о нем так:
Учиться у Фаворского можно и нужно всю жизнь. Это как читать Пушкина — он открывается без конца. Отдельные фразы иногда, как формулы, обретали свою глубину и значение. Настоящим учеником Владимира Андреевича я считаю Никиту. Он больше других воспринял и развил в своей практике принципы отца. Пользовался именно принципами, а не приемами Фаворского. Как трудно было понять тогда, что «этот угол хочет этого угла, а этот — этого…»
А. Б. Билль закончила институт в 1939 году. Дипломная работа — альбом литографий «Материнство». 
В 1960 В. А. Фаворский нарисовал портрет А. Ф. Билль и ее мужа художника А.П. Ливанова графитным карандашом на бумаге, который хранится в ГМИИ им. Пушкина.
В 1986 А. Ф. Билль стала членом Союза художников. 
Умерла в феврале 1992 года в Москве.
В 2000 году была издана книга «Художник, судьба и Великий перелом. ВХУТЕМАС — ВХУТЕИН — Полиграфинститут — МИИИ: Мемуары уцелевших о времени, учителях и товарищах», содержащая мемуары А. Ф. Билль об учебе в институте.

## Книжная графика
С 1940-х А. Ф. Билль много работала в области книжной графики, сотрудничала с издательствами Детгиз, Гослитиздат, Художественная литература.Оформила книги:
- «Четыре мая» Е. Ильиной (Л. Я. Прейс, 1941)
- «Стихи» А. С. Пушкина (1949)
- «Маленькие трагедии» А. С. Пушкин. Избранные произведения в трех томах. М., Детгиз (1949)
- «Избранное» В. Л. Василевской (1952)
- «Болгарская народная поэзия» (1954)
- «Избранное» (1955) А. Мицкевича
- «Лирика» (1963) А. Мицкевича
- «Пармская обитель» А. Стендаля (1958)
- «Евгения Гранде» О. де Бальзака (1960)
- «Сказки об Италии» А. М. Горького (1964)

За оформление книги «Сказки об Италии» А. М. Горького (1964) была удостоена диплома 1-й степени на конкурсе «Лучшие книги 1964 года». В 1948 А. Ф. Билль участвовала в оформлении «Маленьких трагедий» (издание: А. С. Пушкин. Избранные произведения в трех томах. М., Детгиз, 1949 (серия — Школьная библиотека)) вместе с В. А. Фаворским. Над оформлением издания работал целый ряд художников, функции их были разделены. Заставки и концовки исполнили граверы М. И. Пиков, В. А. Фаворский, Б. В. Грозевский, А. Ф. Билль, Ф. Д. Константинов, А. Д. Гончаров и другие. 

## Станковая графика, рисунок, линогравюра

##### Станковая графика
- «Письма раненым» (1942)
- «Портрет доярки Трушиной»

##### Серии рисунков
- «Омский 54-й совхоз» (1943)
- «Албания» (1957—1958)
- «Италия» (1960—1961)

##### Линогравюры
- «Женщины мира» (1961)
- «Песня мира» (1965)
- «В. Николаева-Терешкова» (1972)
- «Надежда Крупская» (1972)
- «Русские женщины» (1974)[3]

Линогравюра «Женщины мира» участвовала во Всесоюзной художественной выставке. Произведения А. Ф. Билль экспонировались на зарубежных выставках (Польша, Лейпциг и др.).